# Scara
Scara este o poezie scrisă de George Coșbuc, publicată în 1896 în volumul Fire de tort.

## Legături externe
- Poezia Scara la wikisursă